# ماري أوهارا
ماري أوهارا (بالإنجليزية: Mary O'Hara) هي عازفة قيثار ‏ ومغنية أيرلندية، ولدت في 12 مايو 1935.

## وصلات خارجية
- ماري أوهارا على موقع ميوزك برينز (الإنجليزية)
- ماري أوهارا على موقع ديسكوغز (الإنجليزية)